# Еліас Вессен
Еліас Вессен (швед. Elias Wessén; 15 квітня 1889, містечко Ліндерос у ліні Йончепінг — 30 січня 1981, Стокгольм) — шведський філолог-германіст, професор скандинавських мов в університеті Стокгольма, член 1941-го академії. з літератури, ініціатор створення та член Шведської мовної ради.

## Біографія
Вессен народився 15 квітня 1889 року в невеликому шведському містечку Ліндерос (провінція Йончепінг) у сім'ї священика. У 1893 році сім'я переїхала в Нехбі (провінція Естергетланд), де його батько вступив на посаду парафіяльного священика. Навчався в гімназії міста Лінчепінг, після закінчення якої в 1906 Вессен вступив до університету Упсали, де він приступив до вивчення історії літератури, скандинавських мов, німецької, санскриту, теоретичної філософії та політології. Став головою студентського союзу університету Упсали в 1914. Візит Вессена, як представника студентських організацій Швеції, до Берліна в 1915 році привернув до себе увагу німецької преси, через те, що він розкритикував французьке бомбардування Карлсруе.
В 1914 Вессен захистив докторську дисертацію в університеті Упсали. З 1928 до 1957 був професором скандинавських мов в університеті Стокгольма. Виступив ініціатором створення Шведської мовної ради в 1944 р. В 1947 Еліас Вессен був обраний 16 членом Шведської академії (змінивши Тора Анреа в цьому кріслі), яка є однією з королівських академій Швеції і займається вивченням і впорядкуванням шведської мови і словесності.